# Фарси, Шарль-Франсуа
Шарль-Франсуа Фарси (фр. Charles-François Farcy, 1792—1867) — французский публицист. 

## Биография
Шарль-Франсуа Фарси родился 30 августа 1792 года в городе Париже. Во время реставрации Бурбонов деятельно сотрудничал в журналах оппозиции. После июльской революции поступил на службу в военное министерство. 
Напечатал ряд сочинений по теории искусства: «Essai sur le dessin et la peinture» (1819); «Principes élémentaires de la perspective» (1822); «Cours de la perspective» (1822); «Administration générale des arts» (1830). 
Из историко-политических трудов Фарси наиболее выдающиеся: «De l’esprit du ministère» (1818), «De la force en matière du Gouvernement» (1832); «De l’Aristocratie Anglaise» (1842; автор сравнивает здесь британские парламентские учреждения с американскими и французскими). 
По философии Фарси написал: «De l’origine et du progrès de la philosophie en France» (1826) и «Aperçu philosophique des connaissaņces humaines au XIX siècle» (1827). В эпоху борьбы романтиков с классиками Фарси выступил с «Письмом к Виктору Гюго» и «Projet d’une charte romantique» (1830).
Шарль-Франсуа Фарси умер в родном городе в марте 1867 года.